# Waldi
Waldi va ser la mascota dels Jocs Olímpics d'Estiu de 1972 celebrats a la ciutat de Múnic (República Federal Alemanya, avui en dia Alemanya). Fou creada pel dissenyador Otl Aicher, bassant-se en la raça teckel, característica de l'Estat de Baviera.
Va ser la primera mascota d'uns Jocs Olímpics d'Estiu i es caracteritzava per la seva gamma cromàtica, tenint el cap i la cua de color blau clar i el cos format per franges grogues i verdes. La mascota va tenir una gran acollida i es va reproduir en nombrosos objectes, això va provocar que des de llavors cada olimpíada hagi comptat amb la seva mascota.